# Chamaeza mollissima
Il tordo formichiero barrato o formicario barrato (Chamaeza mollissima Sclater, 1855) è un uccello passeriforme della famiglia Formicariidae.

## Etimologia
Il nome scientifico della specie, mollissima, deriva dal latino e significa "molto molle", in riferimento al soffice piumaggio.

## Descrizione

### Dimensioni
Misura 19-20,5 cm di lunghezza, per 69-80 g di peso.

### Aspetto
Si tratta di uccelli dall'aspetto paffuto e massiccio, muniti di testa arrotondata con becco sottile e appuntito, ali corte e arrotondate, zampe allungate e coda corta e squadrata.
Il piumaggio si presenta di colore bruno su calotta (fronte, vertice, nuca) e dorso, dove è più chiaro e tendente al nocciola-rossiccio, oltre che su groppa, ali e coda, col codione che mostra anch'esso sfumature aranciate: la faccia è nerastra con sopracciglio e mustacchio grigio-biancastri, mentre gola, petto, ventre, fianchi e sottocoda presentano penne barrate di nero e biancastro, che danno all'area ventrale un effetto striato orizzontale al quale la specie deve il proprio nome comune.
Il becco è nerastro sulla mandibola superiore e sulla punta di quella inferiore, mentre la base di quest'ultima tende al grigio-rosato: le zampe sono di colore grigio-nerastro, mentre gli occhi sono di colore bruno scuro.

## Biologia
Si tratta di uccelli diurni che vivono da soli o in coppie, passando la maggior parte della giornata alla ricerca di cibo al suolo: molto schivi e riservati, essi si rifugiano nel folto della vegetazione al minimo rumore, sicché è particolarmente arduo avvistarli (ma non udirli).
Il richiamo del tordo formichiero barrato è costituito da serie di note fischianti e liquide emesse velocemente per un periodo che varia con rapporto di proporzionalità diretta rispetto all'eccitazione dell'animale, estendendosi per 6-30 secondi.

### Alimentazione
La dieta di questi uccelli è ancora quasi del tutto sconosciuta: sebbene essi vengano ritenuti essenzialmente insettivori, l'analisi del contenuto gastrico di un esemplare ha rivelato la presenza di semi, il che farebbe pensare anche a una componente frugivora o granivora nella dell'alimentazione del tordo formichiero barrato.

### Riproduzione
Gli unici dati riguardante la riproduzione di questi uccelli si riferiscono a dei giovani in muta osservati in novembre nella regione di Puno: ciononostante, si ha motivo di ritenere che il pattern riproduttivo del tordo formichiero barrato non differisca in maniera significativa, per modalità e tempistica, da quanto osservabile nelle specie congeneri.

## Distribuzione e habitat
Il trodo formichiero barrato è diffuso in Sudamerica nord-occidentale, popolando la Colombia centro-occidentale (valli del Cauca e del Rio Magdalena) e di lì a sud lungo le pendici orientali delle Ande dal dipartimento di Meta alle sponde settentrionali del Marañón attraverso Ecuador orientale e Perù nord-orientale, e dalla regione di Cusco alle yungas della Bolivia centrale (dipartimento di Cochabamba). Recentemente, una popolazione di questi uccelli è stata scoperta anche nelle aree montuose del sud-est della regione di Ucayali.
L'habitat di questi uccelli è rappresentato dalla foresta pluviale montana e nebulosa primaria, con presenza di denso sottobosco e di grossi alberi caduti.

## Tassonomia
Se ne riconoscono due sottospecie:
- Chamaeza mollissima mollissima Sclater, 1855 - la sottospecie nominale, diffusa nella porzione centro-settentrionale dell'areale occupato dalla specie (a sud fino al Marañón);
- Chamaeza mollissima yungae Carriker, 1935 - diffusa nella porzione sud-orientale dell'areale occupato dalla specie;